# Bernstorf
Bernstorf település Németországban, Mecklenburg-Elő-Pomeránia tartományban. Lakosainak száma 369 fő (2023. december 31.).

## Népesség
A település népességének változása:
| Lakosok száma | 329  | 312  | 327  | 359  | 376  | 369  |
|               | 2014 | 2017 | 2019 | 2021 | 2022 | 2023 |